# Werner Braunbek
Werner Braunbek (Bautzen, 1901. január 8. – Tübingen, 1977. február 9.) német fizikus.

## Pályafutása
Bautzenben született Otto August Braunbek (1869-1929) várostervezési kormánybiztos fiaként. Werner a stuttgarti, a müncheni és a berlini egyetemre járt. 1925-ben mérnöki doktori címet szerzett, majd a következő évben habilitált elméleti fizikából a stuttgarti egyetemen, ahol oktatóként folytatta.
1932-ben Braunbek a Stuttgarti Egyetem docense, majd 1936-ban Alfred Landé helyére a tübingeni egyetem elméleti fizika professzora lett, és 1959-ben professzori címet kapott. 1961-ben és 1962-ben a Tübingeni Egyetem matematikai és természettudományi professzora volt.
1934-ben Braunbek kifejlesztette a Braunbek-tekercset, egy módosított Helmholtz-tekercset. 1939-ben megcáfolta Earnshaw tételét azzal, hogy kimutatta, hogy vannak olyan mágneses terek, amelyekben kis diamágneses testek stabilan lebeghetnek. Braunbek kiterjesztése szerint az állandó mágnesek rendszerének diamágneses anyagot vagy szupravezetőt is tartalmaznia kell ahhoz, hogy stabil, statikus mágneses lebegést vagy felfüggesztést érjünk el. 1939-ben úttörő munkát végzett a hullámok diffrakciójának tanulmányozásában, különösen a rövid hullámhosszakon. Braunbek számos népszerű természettudományos fizikai könyv szerzője is volt.
Tübingenben halt meg, 76 éves korában.

## Publikációk
- Der Radio-Empfänger: eine gemeinverständliche Darstellung. 1929
- Die Bedeutung des Piccardschen Höhenfluges. 1931
- Über die elektrische Leitfähigkeit komprimierter Metalldämpfe. 1935
- Die Erzeugung weitgehend homogener Magnetfelder durch Kreisströme.[6] 1934
- Grundbegriffe der Kernphysik. 1958
- Physik für Alle, Stuttgart (Kosmos, Frank'sche Verlagshandlung) 1950
- Wenn selbst Atome einfrieren: Physik der tiefsten Temperaturen., Stuttgart (Kosmos) 1970
- Atomenergie in Gegenwart und Zukunft. 1953
- Kernphysikalische Messmethoden. 1960
- Aufbruch ins Grenzenlose: vom Werden unserer physikalischen Erkenntnis. 1961
- Gefährliche Strahlen: vom Atom und von radioaktiver Strahlung. 1957
- Einführung in die Physik und Technik der Halbleiter. 1970
- Strahlen, Wellen, Quanten: Festvortrag, gehalten bei der feierlichen Immatrikulation an der Universität Tübingen am 24. Nov. 1966. 1967
- Vom Lichtstrahl zum Neutrino: eine moderne Strahlenphysik für alle. 1968
- Korpuskularstrahlen in Forschung und Praxis
- Methoden und Ergebnisse der Atomkernforschung. 1948
- Die unheimliche Wachstumsformel, 1973, ISBN 9783471665398.
- Forscher erschüttern die Welt : Das Drama des Atomkerns. 1956 (The Drama of the Atom)
- mit Karl Röttel(wd): Forscher an den Wurzeln des Seins. 1981
- Neue Physik – die Revolutionierung des physikalischen Weltbildes. 1975, ISBN 3-499-16898-7.
- Die Physik in der Welt von morgen. 1975, ISBN 3430115175.

### Magyarul megjelent
- Mindenki fizikája (Physik für Alle) – Gondolat, Budapest, 1958 · Fordította: Svékus Olivér
- Az atommag regénye (Forscher erschüttern die Welt das Drama des Atomkerns) – Gondolat, Budapest, 1960 · Fordította: Svékus Olivér
- Út a határtalanba: Fizikai ismereteink kialakulásáról (Aufbruch ins Grenzenlose) – Gondolat, Budapest, 1964 · Fordította: Svékus Olivér

## Fordítás
- Ez a szócikk részben vagy egészben  a   Werner Braunbek című angol Wikipédia-szócikk fordításán alapul.  Az eredeti cikk szerkesztőit annak laptörténete sorolja fel. Ez a jelzés csupán a megfogalmazás eredetét és a szerzői jogokat jelzi, nem szolgál a cikkben szereplő információk forrásmegjelöléseként.